# Costa del Sol

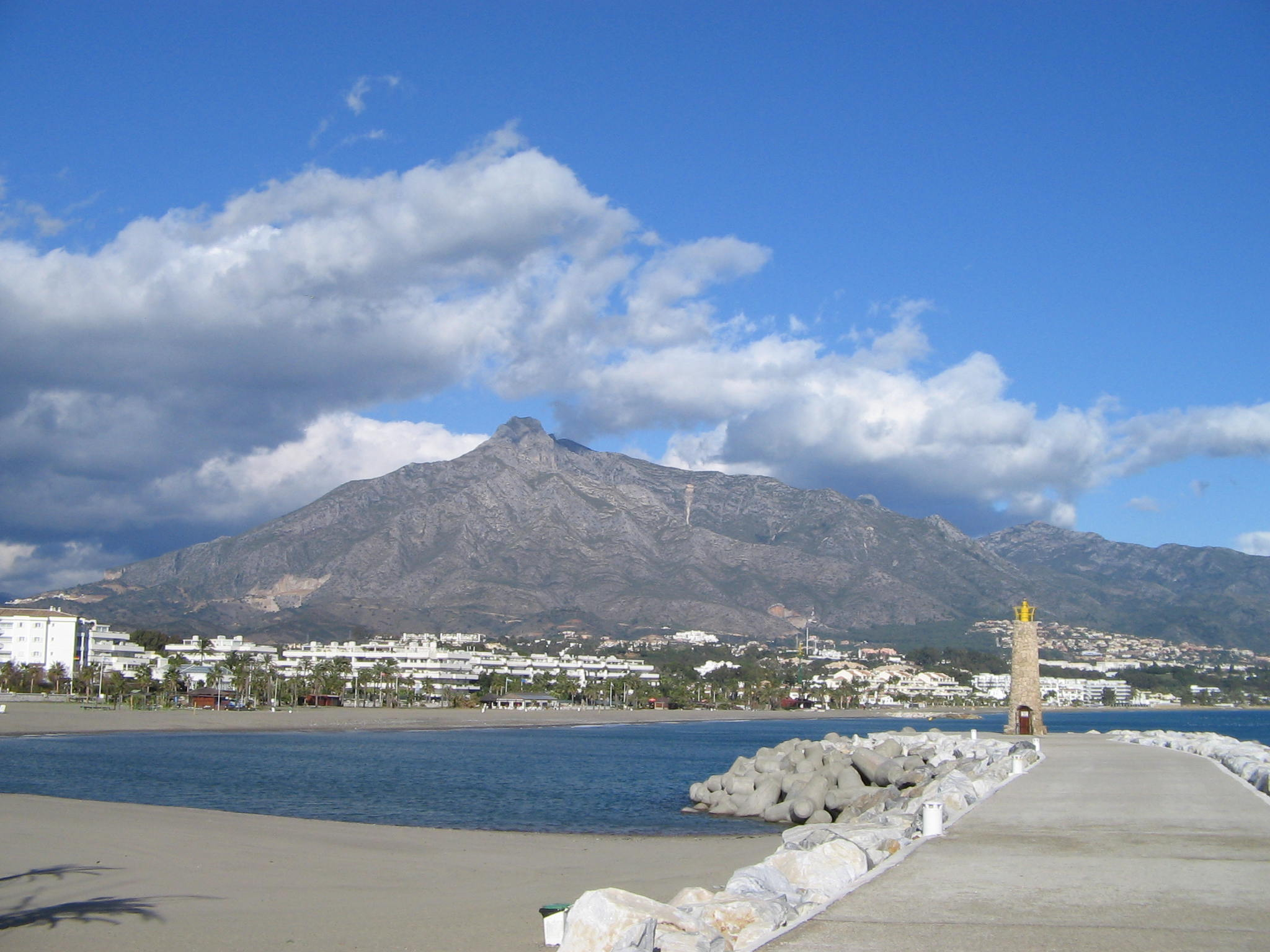
Foto de Puerto Banús, Marbella

La Costa del Sol és el nom turístic de la regió costanera de la província de Màlaga a Andalusia. La seua capital és Màlaga. És la principal activitat econòmica de la província i una de les zones turístiques més importants d'Espanya; rep més visites de fora de l'estat que cap altra costa.
L'àrea es limita a l'est per la província de Granada i a l'oest àmb la província de Cadis, al llarg de més de 150 km de costa mediterrània.
Actualment s'estudia el projecte ferroviari del Corredor de la Costa del Sol que havia d'unir mitjançant ferrocarril tot el litoral de la província malaguenya, però que segons sembla finalment només abastarà la part occidental.